# Giovanni Battista Gianotti
Giovanni Battista Gianotti, Frans: Jean-Baptiste Gianotti; Spaans: Juan Bautista Gianotti (Ciriè, 1873 – op zee, 1928) was een Italiaans kunstschilder en ontwerper uit de streek van Turijn die ook in België werkzaam was.
Hij had een eigen decoratiebedrijf in Milaan en Buenos Aires (Officina d’Arte) maar had ook een bureau in Brussel. Hij voerde opdrachten uit in België, vaak ook aan de Belgische kust. Ook veel realisaties in opdracht van zijn broer Francisco Gianotti (1881-1967) die sedert 1909 als architect werkzaam was in Zuid-Amerika. Het is tijdens een overtocht naar Zuid-Amerika dat hij aan boord van het schip overleed.
In zijn binnenhuisontwerpen werkte hij met schilderkunst, ceramiek, glas, mozaïek en hij tekende ook de meubelontwerpen. Zijn handelwijze is zo goed te vergelijken met die van architect en ontwerper Alban Chambon.
Zijn bekendste realisatie is de aankleding van enkele zalen in het Castello Estense in Ferrara.
Hij was bij gelegenheid ook kunstschilder en maakte heel wat aquarellen en pentekeningen, onder andere in Oostende, stad waar hij vaak langere tijd verbleef.
Gianotti bracht verder een reeks prentkaarten op de markt met reproducties van pentekeningen uit Oostende.
- Virtual International Authority File: 315118921
- WorldCat: E39PBJpjcPKHyYqrXfMCDGy68C